# Список эпизодов телесериала «До смерти красива»
Список эпизодов американского комедийно-драматического телесериала «До смерти красива» созданного Джошем Берманом, с Брук Эллиотт в главной роли. В центре сюжета находится адвокат, в тело которой вселяется душа фотомодели, погибшей в автокатастрофе.
«До смерти красива» транслируется на кабельном телеканале Lifetime с 12 июля 2009 года. Сериал получил ряд благоприятных отзывов от телевизионных критиков, в особенности за игру ведущей актрисы Брук Эллиотт, оригинальную концепцию и мягкий баланс между комедией, драмой и мюзиклом. В 2009 и 2011 годах сериал получал премию ASCAP как лучший сериал, а также отмечался премией GLAAD за лучший эпизод на ЛГБТ-тему. Брук Эллиотт в свою очередь номинировалась на премию «Спутник» за лучшую женскую роль в телевизионном сериале — комедия или мюзикл за первый сезон.
15 января 2013 года Lifetime закрыл сериал после четырёх сезонов из-за конфликта с Sony Pictures Television, студией-производителем. Тем не менее, 1 марта 2013 года, канал пришёл к соглашению со студией, и возобновил сериал на пятый сезон. 13 февраля 2014 года Lifetime объявил, что сериал завершится после шестого сезона, который стартует 23 марта 2014 года.

## Обзор
| Сезон | Сезон | Эпизоды | Оригинальная дата выхода | Оригинальная дата выхода |
| Сезон | Сезон | Эпизоды | Премьера сезона          | Финал сезона             |
| ----- | ----- | ------- | ------------------------ | ------------------------ |
|       | 1     | 13      | 12 июля 2009             | 11 октября 2009          |
|       | 2     | 13      | 6 июня 2010              | 29 августа 2010          |
|       | 3     | 13      | 19 июня 2011             | 25 сентября 2011         |
|       | 4     | 13      | 3 июня 2012              | 9 сентября 2012          |
|       | 5     | 13      | 23 июня 2013             | 3 ноября 2013            |
|       | 6     | 13      | 23 марта 2014            | 22 июня 2014             |

## Список серий

### Сезон 1 (2009)
| № общий | № в сезоне | Название             | Режиссёр         | Автор сценария                   | Дата премьеры    | Зрители в США (млн) |
| --- | ---------- | -------------------- | ---------------- | -------------------------------- | ---------------- | ------------------- |
| 1 | 1          | «Pilot»              | Джеймс Хейман    | Джош Берман                      | 12 июля 2009     | 2.8                 |
| Джейн Бингам, успешный юрист крупной весовой категории, получает пулю в своём офисе. Деб Добкинс, красивая, но поверхностная фотомодель, погибает в автокатастрофе. Когда Джейн умирает в больнице, душа Деб по ошибке вселяется в её тело. Теперь она в теле Джейн и с её знаниями должна продолжить жизнь в качестве юриста, работая со своим скорбящим женихом Грейсоном. |            |                      |                  |                                  |                  |                     |
| 2 | 2          | «The F Word»         | Рон Андервуд     | Карла Кеттнер, Джош Берман       | 19 июля 2009     | 2.46                |
| Джейн берётся за дело официантки, которая была уволена с работы после того, как поправилась на 50 фунтов. Грейсон и Ким работают по делу человека, который хочет вернуть почку его жены, с которой он разводится. |            |                      |                  |                                  |                  |                     |
| 3 | 3          | «Do Over»            | Майкл Ланге      | Алекс Тауб                       | 26 июля 2009     | 2.80                |
| Прошлогодний случай Джейн пересматривается заново, а Рози О'Доннелл играет судью, ведущую дело. |            |                      |                  |                                  |                  |                     |
| 4 | 4          | «The Chinese Wall»   | Лоуренс Триллинг | Таниа Сент-Джон                  | 2 августа 2009   | N/A                 |
| Шэрон Лоуренс впервые появляется в роли Бобби Добкинс, матери Деб, которая после смерти дочери нанимает Джейн, чтобы та вела её развод с мужем (приглашённая звезда Марк Мозес). |            |                      |                  |                                  |                  |                     |
| 5 | 5          | «Lost and Found»     | Дэвид Петрарка   | Жанетт Коллинз, Мими Фридман     | 9 августа 2009   | 2.44                |
| 24-летняя Деб празднует 32-й день рождения Джейн, защищая клиента, который был незаконно заключён в тюрьму и освободился десять лет спустя. |            |                      |                  |                                  |                  |                     |
| 6 | 6          | «Second Chances»     | Майкл Шульц      | Джеффри Липман                   | 16 августа 2009  | 3.06                |
| Грейсон занимается делом престарелой звезды ситкомов (приглашённая звезда Эллиотт Гулд), а Джейн защищает мать, которая обвиняется в совершённом ею преступлении двадцатилетней давности. |            |                      |                  |                                  |                  |                     |
| 7 | 7          | «The Magic Bullet»   | Джейми Бэббит    | Шон Шеппс                        | 23 августа 2009  | 2.90                |
| Фред отправляется обратно в небеса после поцелуя со Стейси, которая после ухода ничего о нём не помнит, так как он стёр её воспоминания. Джейн представляет мать, считающую, что её дочь пострадала из-за диеты Джиллиан Форд. |            |                      |                  |                                  |                  |                     |
| 8 | 8          | «Crazy»              | Мелани Майрон    | Морисса Танчароен                | 30 августа 2009  | 3.41                |
| Джейн посещает встречу выпускников школы, одновременно защищая причудливого миллионера в суде (приглашённая звезда Грегори Харрисон). |            |                      |                  |                                  |                  |                     |
| 9 | 9          | «The Dress»          | Дэвид Петрарка   | Джош Берман                      | 13 сентября 2009 | 3.08                |
| Ким представляет Джейн по делу бутика, который не продал ей одежду большого размера. |            |                      |                  |                                  |                  |                     |
| 10 | 10         | «Make Me a Match»    | Мэтт Гастингс    | Таниа Сент-Джон                  | 20 сентября 2009 | 3.06                |
| Судья Мэдлин Стоун судится по настоянию Джейн с брачным агентством, которое её обмануло. Между тем, Ким и Грейсон занимаются делом двух сестер-гадалок. Приглашённые звёзды Дельта Бёрк и Лайза Миннелли. |            |                      |                  |                                  |                  |                     |
| 11 | 11         | «What If»            | Бетани Руни      | Жанетт Коллинз, Мими Фридман     | 27 сентября 2009 | N/A                 |
| Джейн занимается делом женщины, которая была по ошибке была воспитана в чужой семье (приглашённая звезда Ниа Вардалос), а Паркер защищает своего старого друга. |            |                      |                  |                                  |                  |                     |
| 12 | 12         | «Dead Model Walking» | Рон Андервуд     | Эми Энгельберг, Венди Энгельберг | 4 октября 2009   | N/A                 |
| Джейн защищает свою любимую модель, которая обвиняется в убийстве мужа, а Ким с Грейсоном бесплатно помогают пожилой женщине, которая оказывается не так уж и проста. Приглашённая звезда Ширли Найт. |            |                      |                  |                                  |                  |                     |
| 13 | 13         | «Grayson's Anatomy»  | Дэвид Петрарка   | Алекс Тауб, Джеффри Липман       | 11 октября 2009  | 2.79                |
| Джейн рискует своей лицензией и работой в ходе защиты спортсмена, который оказывается аферистом. |            |                      |                  |                                  |                  |                     |

### Сезон 2 (2010)
| № общий | № в сезоне | Название                | Режиссёр       | Автор сценария                   | Дата премьеры   | Зрители в США (млн) |
| --- | ---------- | ----------------------- | -------------- | -------------------------------- | --------------- | ------------------- |
| 14 | 1          | «Would I Lie to You?»   | Майкл Ланге    | Джош Берман                      | 6 июня 2010     | 3.12                |
| Джейн должна разобраться со своим тайным мужем, в то время как Ким даёт показания против неё на слушаниях по лишению лицензии. |            |                         |                |                                  |                 |                     |
| 15 | 2          | «Back From the Dead»    | Мелани Майрон  | Алекс Тауб                       | 13 июня 2010    | 2.87                |
| Джейн берётся за дело об опеке над ребёнком, в котором мужчина, страдающий амнезией и объявленный мёртвым, внезапно возвращается через 9 лет, готовый на всё, чтобы увидеть своего сына. Ким и Паркер представляют интересы писательницы, которая хочет подать в суд на человека, который представлял её псевдоним Джонатан Ноубл на вечеринках журнала, для которого она пишет. Фред становится помощником Ким. Грейсон организует собрание в память о дне рождения Деб.                                                                        |            |                         |                |                                  |                 |                     |
| 16 | 3          | «The Long Road to Napa» | Джейми Бэббит  | Джереми Литтман, Морган Гендель  | 20 июня 2010    | 2.57                |
| Новое дело Джейн, связанное с двумя женщинами, вышедшими замуж за одного и того же парня, принимает интересный оборот после того, как она узнаёт, что Тони представляет интересы мужа-изменника. Помогая подруге с делом об усыновлении, Ким верит, что она может быть беременна ребёнком Грейсона. |            |                         |                |                                  |                 |                     |
| 17 | 4          | «Home Away From Home»   | Кевин Даулинг  | Джеффри Липман                   | 27 июня 2010    | 2.38                |
| Отношениям Джейн и Тони угрожает его новая работа в Вашингтоне. Джейн помогает кузену Терри остаться в городе, полагая, что это будет лёгкое дело, но в итоге дело превращается в сущий кошмар. Паркер и Ким решают продолжить свои отношения. Грейсон решает продать дом, который он когда-то делил с Деб, пока он работает над делом, в котором женщина ударила тренера своей дочери за то, что тот забрал её из команды. Дело принимает интересный оборот после того, как Джейн рассказывает Стейси, что Деб когда-то встречалась с тренером. |            |                         |                |                                  |                 |                     |
| 18 | 5          | «Senti-Mental Journey»  | Рик Розенталь  | Жанетт Коллинз, Мими Фридман     | 11 июля 2010    | 2.47                |
| Когда мать Джейн, Элейн, арестовывают за её поведение, Джейн узнаёт секрет, который мать скрывала от неё последние 15 лет. Терри учит Фреда водить машину. Тем временем Фред узнаёт, что у Ким и Паркера роман. Грейсон слишком увлёкся делом женщины, которая утверждает, что стала жертвой мошенничества. |            |                         |                |                                  |                 |                     |
| 19 | 6          | «Begin Again»           | Майкл Ланге    | Дэвид Фейге                      | 18 июля 2010    | 2.41                |
| Новое дело Джейн и Грейсона связано с двумя сёстрами, которых обвиняют в убийстве своего менеджера. Занимаясь этим делом, Джейн понимает, что Грейсон влюблён в адвоката одной из сестёр, Ванессу. Ким берётся за дело владельца пансионата, о котором в Интернете появился жестокий отзыв. Тем временем Фред пытается заставить Стейси ревновать, притворяясь, что встречается с другой женщиной. |            |                         |                |                                  |                 |                     |
| 20 | 7          | «A Mother's Secret»     | Арлин Сэнфорд  | Джош Берман                      | 25 июля 2010    | 2.59                |
| Когда мать Деб, Бобби, просит Джейн помочь ей, представляя интересы подруги семьи, Саманты, Джейн обнаруживает некоторые секреты, которые Бобби долгое время скрывала. Тем временем Ким и Грейсон вместе работают над делом об опеке над домашним шимпанзе. |            |                         |                |                                  |                 |                     |
| 21 | 8          | «Queen of Mean»         | Майкл Гроссман | Эми Энгельберг, Венди Энгельберг | 1 августа 2010  | 2.43                |
| Джейн представляет интересы модельера Элли Таннен, которая хочет остановить публикацию книги, написанной бывшей ассистенткой. Но Джейн обнаруживает, что у Элли есть скрытый мотив для того, чтобы нанять её. Тем временем Ким и Грейсон представляют интересы женщины-трансгендера, которая враждует со своими бывшими родственниками за имущество своего партнёра после того, как её партнёр погиб в автокатастрофе. |            |                         |                |                                  |                 |                     |
| 22 | 9          | «Last Year's Model»     | Джейми Бэббит  | Алекс Тауб, Джеффри Липман       | 8 августа 2010  | 2.43                |
| Джейн и Ким работают вместе над делом о дискриминации после того, как Джейн приносит это дело в фирму. Паркер перепоручает первое кресло Ким. Грейсон берётся за дело, в котором его клиенты утверждают, что в их доме водятся привидения, и одновременно сближается с Ванессой. Тем временем Фред помогает Стейси устроиться на работу по вручению документов о разводе, чтобы помочь ей заработать деньги. |            |                         |                |                                  |                 |                     |
| 23 | 10         | «Will & Grayson»        | Дэвид Уоррен   | Джереми Литтман, Морган Гендель  | 15 августа 2010 | 2.56                |
| Джейн посещает банкет в честь её заслуг перед полицией Лос-Анджелеса, но вечер оказывается испорчен, когда её обвиняют в краже мужа женщины. Тем временем Грейсон пытается выяснить, почему компания бывшего жениха Ванессы Уилла уступает в цене другой компании. Он также пытается выяснить, сохранились ли у Уилла чувства к Ванессе. |            |                         |                |                                  |                 |                     |
| 24 | 11         | «Good Grief»            | Бетани Руни    | Жанетт Коллинз, Мими Фридман     | 22 августа 2010 | 2.68                |
| Джейн и Грейсон представляют мужчину, переодетого в клоуна, чтобы справиться с потерей жены, погибшей в автокатастрофе. Паркер и Ким представляют интересы продюсера, на которого подал в суд участник его шоу знакомств, что заставляет Ким усомниться в своих отношениях с Паркером. Тем временем Фред решает сказать Стейси, что влюблён в неё. |            |                         |                |                                  |                 |                     |
| 25 | 12         | «Bad Girls»             | Джон Терлески  | Эми Энгельберг, Венди Энгельберг | 29 августа 2010 | 2.57                |
| Джейн представляет интересы девушки, которая подвергается кибер-издевательствам со стороны одной из популярных девушек в её школе. Джейн узнаёт нечто такое, что заставляет дело принять интересный оборот. Тем временем старый партнёр Паркера по фирме, Клэр Харрисон, возвращается, чтобы заручиться его помощью в разводе с мужем. Но Ким берёт дело в свои руки. Тем временем Грейсон переходит на новый уровень своих отношений, когда знакомится с родителями Ванессы.                                                                    |            |                         |                |                                  |                 |                     |
| 26 | 13         | «Freeze The Day»        | Майкл Ланге    | Алекс Тауб, Джеффри Липман       | 29 августа 2010 | 2.61                |
| Клэр Харрисон пытается вернуться в фирму и сотрудничает с Ким в одном деле, в результате чего Клэр увольняет Ким из фирмы. Фред начинает ревновать, когда узнаёт, что Стейси заказала рекламу, в которой она должна притвориться замужней и поцеловать своего притворного мужа. Тем временем Джейн и Грейсон работают над делом о женщине, которая хочет подвергнуться криогенной заморозке, и во время расследования дела они начинают думать о Деб. Это приводит к ряду событий, которые могут сблизить или разлучить их.                      |            |                         |                |                                  |                 |                     |

### Сезон 3 (2011)
| № общий | № в сезоне | Название            | Режиссёр       | Автор сценария                                 | Дата премьеры    | Зрители в США (млн) |
| --- | ---------- | ------------------- | -------------- | ---------------------------------------------- | ---------------- | ------------------- |
| 27 | 1          | «Hit and Run»       | Джейми Бэббит  | Джош Берман                                    | 19 июня 2011     | 2.86                |
| Джейн получает дело о паре знаменитостей, которые были обвинены в наезде на 13-летнюю девочку. Дело усложняется, когда девочка умирает в больнице. Тем временем Ким берёт дело одного из своих бывших клиентов, который только что развёлся. |            |                     |                |                                                |                  |                     |
| 28 | 2          | «False Alarm»       | Майкл Гроссман | Алекс Тауб                                     | 26 июня 2011     | 2.38                |
| Грейсону нужна помощь Джейн в планировании его свадьбы с Ванессой. Новое дело Ким связано с моделью, которая умерла во время операции. Паркер берёт дело о парне Терри. Фред теряет девственность со Стейси. |            |                     |                |                                                |                  |                     |
| 29 | 3          | «Dream Big»         | Марта Кулидж   | Роб Райт                                       | 10 июля 2011     | 2.01                |
| Джейн берёт дело женщины, которая неохотно подаёт в суд на банк спермы из-за того, что её ребёнок в результате оказался «маленьким человеком». Фред нанимает актрису, чтобы она сыграла его мать для обеда со Стейси. Грейсон помогает стриптизёрше с юридическим вопросом, а позже узнаёт, что председательствовать в деле будет отец Ванессы. |            |                     |                |                                                |                  |                     |
| 30 | 4          | «The Wedding»       | Кевин Хукс     | Сэнди Исаак                                    | 17 июля 2011     | 2.27                |
| Выполняя обязанности дружки на свадьбе Грейсона и Ванессы и выбирая обручальные кольца для предстоящей церемонии, Джейн случайно сталкивается с грабителем ювелирного магазина, который угрожает ей дулом пистолета. Неожиданно для себя, Джейн получает приглашение защищать интересы нападавшего в суде и особенно загорелась желанием помочь грабителю, когда тот признаёт себя виновным, несмотря на её предостережения. Тем временем Паркер просит Грейсона помочь его школьному другу, у которого возникли юридические сложности касательно содержания верблюда в качестве домашнего питомца. |            |                     |                |                                                |                  |                     |
| 31 | 5          | «Prom»              | Джейми Бэббит  | Сара Маклафлин                                 | 24 июля 2011     | 2.08                |
| Фреду, внезапно, предлагают работу актёра в съёмках рекламы энергетического напитка, на фоне этого у них со Стейси случается размолвка, однако, в итоге, работа оказывается не тем, чем кажется на первый взгляд. Грейсон помогает судебному приставу, от которого ушла жена, а Джейн мечется между работой и личной жизнью, попутно пытаясь пройти аттестацию у Паркера и решить проблему двух выпускниц-лесбиянок, которых школа пытается не пустить на выпускной бал. |            |                     |                |                                                |                  |                     |
| 32 | 6          | «Closure»           | Майкл Гроссман | Уильям Фордс                                   | 31 июля 2011     | 2.09                |
| Паркер пытается выяснить имя нового кавалера Ким. Джейн приглашают поработать в прокуратуру, где она встречает своего бывшего парня и пытается прояснить детали старого дела, которое "спустили на тормозах". Стейси попадает в передрягу из-за своего бьюти-блога и вынуждена сначала противостоять матери девочки, которая спустила деньги взятые в кредит, на модную одежду, а позже и самой компании, которая дарит ей вещи, для рекламы в блоге. |            |                     |                |                                                |                  |                     |
| 33 | 7          | «Mothers Day»       | Кевин Хукс     | Джеффри Липман                                 | 7 августа 2011   | 2.36                |
| Фото Деб публикуют в рекламе казино, что устраивает Джейн, но не устраивает Грейсона, который планирует возбудить дело, по факту незаконного использования фото, к делу привлекают и мать Деб, от чего имени и подаётся иск, но обвинители сталкиваются с трудностями. Как оказалось, Деб обманула Грейсона, который пытался составить более выгодный для неё контракт. В это же время в город прилетает мать Джейн, которая сразу попадает в заключение за аморальное поведение в аэропорту, Джейн удаётся вытащить её под залог, но в ожидании слушания под её делу, Элейн успевает дать комментарий в прямом эфире в скандальном ток-шоу. Фред, поругавшись со Стейси, ночует в офисе Ким. |            |                     |                |                                                |                  |                     |
| 34 | 8          | «He Said, She Said» | Тим Мэтисон    | Эми Энгельберг, Венди Энгельберг               | 14 августа 2011  | 2.39                |
| Джейн берёт дело двух девушек, которые схватили и связали защитника университетской футбольной команды и выбили показания об изнасиловании одной из них. В ходе разбирательств Грейсон ссориться с Джейн из-за претензий к университету в котором он сам учился. Ким помогает своей сестре с бракоразводным процессом. |            |                     |                |                                                |                  |                     |
| 35 | 9          | «You Bet Your Life» | Дуайт Литтл    | Роб Райт                                       | 21 августа 2011  | 2.23                |
| Новая клиентка Паркера и Ким, страдает от граничащей с ненормальностью любви к огромному цветку, который у неё хочет изъять музей. Стейси приводит к Джейн свою подругу Кристин, которая в прошлом сильно недолюбливала Деб. Кристин утверждает, что казино воспользовалось положением создав уютную атмосферу, что привело, к тому, что девушка проиграла крупную сумму денег. Джейн просит Фреда отвести Грейсона в бар, развеяться, считая, что он так и не оправился, после расставания с Ванессой, но, в итоге, Грейсон знакомится с официанткой из бара. |            |                     |                |                                                |                  |                     |
| 36 | 10         | «Toxic»             | Майкл Шульц    | Сэнди Исаак, Сара Маклафлин                    | 28 августа 2011  | 2.53                |
| Миссис Ли заставляет Джейн и Терри пойти на мастер-класс к старой однокласснице Терри, где Терри нелицеприятно высказывается о ней, перед всей аудиторией, что приводит к судебному разбирательству и в случае поражения - её мать может лишиться дома. Учитывая, что Джейн идёт как свидетель, в качестве адвоката к делу привлекают Ким. Джейн уговаривает человека уйти с крыши, куда он пришёл, чтобы совершить самоубийство, он оказывается учёным геологом, который узнал, что фирма построила школу, на опасном грунте, из-за чего могут пострадать дети. Фирма-подрядчик оказывается крупным клиентом Паркера и когда Джейн начинает "копать", разозлив клиента, Паркер увольняет её, утверждая, что учёный, "не в себе", а Джейн, всего лишь потакает безумцу. Джейн всё равно берётся за дело и находит молодого судью, который может непредвзято оценить ситуацию. Стейси, празднует успех в своей карьере и приглашение на роль в сериале и отводит Фреда в дорогой ресторан, но когда там появляется "звезда" сериала и куча репортёров, она называет его, просто другом, что сильно расстраивает самого Фреда. У Грейсона продолжается роман с официанткой. |            |                     |                |                                                |                  |                     |
| 37 | 11         | «Ah Men»            | Роберт Уилсон  | Адам Перлман                                   | 4 сентября 2011  | 1.93                |
| Паркер готовиться ко встрече с бывшей девушкой, с которой расстался много лет назад, не самым приятным образом, оказывается что девушка хочет попросить его помощи, из-за отказа страховой компании выплачивать компенсацию, после смерти отца. Паркер уходит в отказ, но Джейн настаивает и берёт дело. Тем временем у Ким появляется дело связанное с пастором церкви, который на своих проповедях призывает воровать в местном супермаркете, оправдывая это, жадностью торговцев, которые ничего не делают для малоимущих, дело осложняется, когда его дочь ловят на воровстве ценных вещей. Стейси и Фред переживают серьёзный кризис в своих отношениях и вместо решения проблемы, пытаются избегать друг друга. |            |                     |                |                                                |                  |                     |
| 38 | 12         | «Bride-a-Palooza»   | Майкл Гроссман | Эми Энгельберг, Венди Энгельберг, Уильям Фордс | 18 сентября 2011 | 2.18                |
| Новыми клиентами Грейсона и Ким становятся брат и сестра, Гвиневра и Лэнс, отец которых был помешен на средневековье и истории о Мерлине. Лэнс планирует продать парк развлечений, доставшийся им по наследству, когда Гвин, хочет его оставить в память об отце. В завещании сказано, что все споры должны решаться по законам XII века и судья принимает решение урегулировать ситуацию именно по законам того времени, в результате Грейсону приходиться участвовать в рыцарском турнире против Лэнса, отстаивая позицию Гвин. Джейн пытается помочь женщине, пострадавшей на распродаже, когда магазин заявляет, что не причастен к инциденту и травмы получены в результате драки, которую сама же покупательница и устроила. Стейси начинает вести себя неадекватно, пользуясь своим статусом, новой "звезды" сериала, и когда Джейн пытается вразумить подругу, девушки серьёзно ссорятся. |            |                     |                |                                                |                  |                     |
| 39 | 13         | «Change of Heart»   | Джейми Бэббит  | Алекс Тауб, Джеффри Липман                     | 25 сентября 2011 | 2.12                |
| Стейси попадает в неприятности, из-за дебоша на съёмочной площадке, единственный до кого ей удаётся достучаться - Грейсон, который вызывается защищать её в суде. Тем временем Ким начинает требовать у Паркера партнёрства в фирме. Джейн поручают дело смертника, который хочет отдать своё сердце своей больной сестре, которая вскоре может умереть без пересадки, но к его сожалению, девушка всячески отвергает его помощь, в итоге, Паркер подключает к делу Ким и вместе с Джейн они уговаривают девушку поговорить с братом. Паркер узнаёт, что у Элизы есть сын, который может быть от него, новость шокирует его и он не понимает что делать дальше, вначале пытаясь откупиться от девушки, а позже уезжает за ней в Чикаго, оставляя Ким за старшую. Судья Оуен приглашает Джейн в романтическую поездку, по Новой Зеландии, однако, она отказывается, но видя случайный поцелуй Грейсона и Стейси, Джейн бросает всё и берёт билеты в Италию, а Стейси раскрывает её секрет Грейсону, туманной фразой "Джейн это Деб". В аэропорту Джейн встречает Оуена, а позже и Фреда, которому рассказывает об увиденном поцелуе. Грейсон пытается нагнать Джейн, но не успевает, но вместе с Джейн оказывается Оуен, который меняет билет в последние минуты перед вылетом. |            |                     |                |                                                |                  |                     |

### Сезон 4 (2012)
| № общий | № в сезоне | Название                 | Режиссёр         | Автор сценария                                 | Дата премьеры   | Зрители в США (млн) |
| --- | ---------- | ------------------------ | ---------------- | ---------------------------------------------- | --------------- | ------------------- |
| 40 | 1          | «Welcome Back»           | Майкл Гроссман   | Джош Берман                                    | 3 июня 2012     | 2.30                |
| Серия начинается с того, как Джейн пишет электронное письмо друзьям и коллегам, о том как ей хорошо в Италии, рядом присаживается Оуен и они начинают обсуждать возвращение домой, в этот момент появляется Терри, и сообщает Джейн новости, что фирма отчаянно нуждается в ней, поскольку Ким не справляется с ролью управляющего партнёра, а самый первый клиент Джейн может угодить в тюрьму за убийство. В аэропорту Лос-Анджелеса Грейсон намеревается встретить Джейн, но видит её с Оуеном и исчезает в толпе. Джейн принимается за дело, попутно мирится со Стейси, которая уверяет что поцелуй с Грейсоном был случайностью. В этот момент объявляется Фред, со своей новой девушкой. Не смотря на то, что Стейси всё отрицает, Грейсон начинает своё собственное расследование касаемо Деб и Джейн, и находит совпадение, смерть Деб и день когда Джейн очнулась в больнице - совпадают. Стейси пытается понять как сказать Фреду, что чувства к нему по-прежнему не угасли. В конце серии Джейн знакомится с новым, самоуверенным ангелом-хранителем Люком, который уверен, что сможет её заставить забыть личность Деб и счастливо прожить остаток дней как Джейн. |            |                          |                  |                                                |                 |                     |
| 41 | 2          | «Home»                   | Дуайт Литтл      | Алекс Тауб                                     | 10 июня 2012    | 2.12                |
| Ким получает письмо от отца, в котором он просит о встрече, когда она приезжает к нему, то обнаруживает его в дорогом особняке, и в ходе разговора узнаёт, что он находиться там незаконно, из-за увольнения и обмана фирмы с пенсионными накоплениями. У Джейн появляется клиент, 16 летний мальчик Сэм, который является директором собственной фирмы по разработке видеоигр. Ему должны вручать награду, но его отец Брюс - отказывается пускать его на церемонию, из-за чего Сэм хочет подать иск и заставить отца отпустить его, но позже, оказывается, что Брюс забрал его из наркопритона в возрасте 1 года и незаконно оставил у себя, теперь ему грозит тюремный срок за похищение ребёнка. Стейси, благодаря случайности, хочет открыть собственное дело и предлагает Джейн стать инвестором, но Джейн сомневается и у подруг возникает конфликт. Грейсон продолжает свои попытки найти связь между Деб и Джейн и приглашает её в ресторан, где пытается растрогать любимой песней Деб, а Люк подстраивает чтобы в этот же ресторан пришёл Оуен. |            |                          |                  |                                                |                 |                     |
| 42 | 3          | «Freak Show»             | Джон Мюррей      | Роб Райт                                       | 17 июня 2012    | 2.17                |
| Новое дело Джейн связано с пожилой женщиной, которую уволили за месяц до выхода на пенсию, под предлогом слишком грубого задержания вора, тем временем к Грейсону приходит Стейси и её партнёр по бизнесу - Никки, чтобы проконсультироваться насчёт открытия кондитерской, позже Грейсон сообщает Джейн, что находит несколько странностей и проблемы с законом в прошлом Никки. Тем временем к Ким приходит Оливия - сестра Оуена, которая утверждает, что её муж изменяет ей с искусственным интеллектом, собственноручно созданной программой-помощником по имени Ева и теперь, Оливия, требует развода и раздела имущества. Никки, узнав, что Джейн интересуется её прошлым, пытается рассорить её со Стейси, а Джейн, пытается наладить отношения с Оливией и приглашает её и Оуена на ужин. |            |                          |                  |                                                |                 |                     |
| 43 | 4          | «Winning Ugly»           | Джейми Бэббит    | Альфонсо Морено                                | 24 июня 2012    | 2.04                |
| В новом деле Джейн иск подаёт скорбящий муж, на тв-шоу, в котором его жене должны были изменить внешность по средствам пластической хирургии, но в последний момент врачи ей отказали, в связи с чем женщина покончила жизнь самоубийством. Против Джейн играет опытный адвокат, получавший премию "юрист года", и Люк нанимает в помощь консультанта. К Паркеру, внезапно, приходит сын Элизы. Стейси занята открытием собственной кондитерской, но всё идёт не по плану и Джейн приводит к ней в помощь Терри. |            |                          |                  |                                                |                 |                     |
| 44 | 5          | «Happily Ever After»     | Тим Мэтисон      | Эми Энгельберг, Венди Энгельберг               | 1 июля 2012     | 1.87                |
| Джейн помогает девушке Лейле, которую насильно хочет взять в жёны принц Бутана, дело может принять серьёзный оборот и грозит поднять международный скандал, против Джейн и её клиента выступают и сам принц и гос департамент и миграционная служба. Паркер выясняет, что учитель Эрика снялся в порно, дело придают широкой огласке, но Эрик просит отца защитить учителя в суде, тем более, что сам учитель утверждает, что снял видео в момент тяжёлой жизненной ситуации, когда у него в семье были проблемы с финансами. |            |                          |                  |                                                |                 |                     |
| 45 | 6          | «Rigged»                 | Дж. Миллер Тобин | Линн Литт, Уильям Фордс                        | 8 июля 2012     | 2.28                |
| Паркер проводит последний день с сыном, но обещает ему, что они будут видится по выходным, однако, вернувшаяся Элиза сообщает ему, что получила работу на другом конце страны и улетает через 2 дня вместе с сыном. В фирму обращается нефтедобывающая компания, которая рассказывает Ким о несчастном случае в результате которого погиб работник, но дело раздули, а вдова работника грозится пойти в суд, в это время Джейн общается с женой погибшего, которая рассказывает историю чуть иначе и хочет подать иск, обвинив фирму в халатности из-за которой погиб её муж, оба адвоката обещают своим клиентам урегулировать дело, когда об этом узнаёт Паркер, он ставит условие - кто первым подпишет контракт с клиентом и получит дело, в результате клиент достаётся Джейн. Паркер находит для Элизы подходящую работу в Лос-Анджелесе, но девушка отказывается и Ким предлагает подать в суд по семейным делам, для установления опеки и запрета для Эрика, на выезд из штата с матерью. |            |                          |                  |                                                |                 |                     |
| 46 | 7          | «Crushed»                | Майкл Гроссман   | Джош Берман                                    | 15 июля 2012    | 2.55                |
| К Джейн приезжает её мать с просьбой защищать 16 летнюю девушку Хлою, за которой когда-то присматривала Джейн, а сейчас девушке грозит тюрьма за убийство одноклассницы. Джейн проворачивает хитрый трюк и добивается исключения важной улики по делу Хлои, в ответ государственный обвинитель добивается ужесточения иска, и теперь в случае поражение девушке грозит пожизненное. Паркер представляет коллегам Джину - нового инвестора, который планирует выкупить долю Люка, оказывается что у Терри с ней свои счёты, а Грейсону предстоит деловая встреча с Джиной, чтобы рассказать ей о фирме. Терри и Стейси предполагают, что Оуен уехал на встречу с бывшей девушкой, отследив его кредитки, они рассказывают всё Джейн и вместе сжигают все вещи Оуена, а развязка дела Хлои помогает найти ещё одну жертву убийства. |            |                          |                  |                                                |                 |                     |
| 47 | 8          | «Road Trip»              | Кевин Хукс       | Джеффри Липман                                 | 22 июля 2012    | 2.13                |
| Джейн и Грейсона приглашают выступить перед студентами юридического факультета. После выступления, к ним подходит студентка, которая просит их помочь по делу, о невыплате зарплаты молодой маме, с больным ребёнком. Дело осложняется, когда, прямо во время суда мать берут под арест за угрозу жизни ребёнку. Паркер даёт Джине и Ким общее дело, узнав об этом Терри пытается запугать Ким, чтобы настроить против Джины, но её попытка проваливается, однако, после неудачной деловой встречи, когда Джина подставляет Ким - слова Терри уже не кажутся такими беспочвенными и девушки начинают работать вместе. Люк помогает Стейси подготовиться к званому вечеру, где ей надо будет произнести речь. |            |                          |                  |                                                |                 |                     |
| 48 | 9          | «Ashes to Ashes»         | Майкл Гроссман   | Роб Райт                                       | 5 августа 2012  | 2.26                |
| Новый клиент Джейн и Грейсона - невеста, жених которой умер за неделю до свадьбы, девушка хочет сохранить у себя прах возлюбленного, но мачеха погибшего считает, что прах пасынка нужно развеять по ветру, как это сделали с его отцом. Ким высказывает Паркеру недовольство, считая, что он пренебрегает её ролью управляющего партнёра. Терри пытается стать звездой, после победы на музыкальном конкурсе и уговаривает Люка помочь ей с записью сингла. В офисе Джейн, внезапно, появляется Оуен и пытается ей объяснить своё исчезновение. |            |                          |                  |                                                |                 |                     |
| 49 | 10         | «Lady Parts»             | Роберт Уилсон    | Альфонсо Морено, Линн Литт                     | 12 августа 2012 | 2.36                |
| К Джейн обращается Бобби, из-за травмы ученицы, на уроке танца, на неё подают в суд, и есть опасность - потерять студию, которую мать Деб держит в память о ней. К Грейсону обращается бывшая одноклассница Фиона, которой не платят за созданную ей скульптуру, в ходе разбирательств, оказывается, что многие считают скульптуру непристойной, из-за внешнего сходства с женским половым органом, но скульптор утверждает, что это, просто, абстракция. |            |                          |                  |                                                |                 |                     |
| 50 | 11         | «Family Matters»         | Оги Хесс         | Эми Энгельберг, Венди Энгельберг, Уильям Фордс | 19 августа 2012 | 2.54                |
| Джейн и Оуен помогают матери девочки, что ушла на дискотеку и получила передозировку синтетическими наркотиками, оказавшись в больнице. Планируется подать коллективный иск против наркодилера, но дело осложняется, когда Джейн получает анонимную угрозу с требованием бросить дело или пострадает Оуен. У Грейсона и Ким появляется клиент - отец, которого мать пытается вычеркнуть из жизни сына. Отчим мальчика - адвокат и намерен добиться запрета в суде. Терри и Люк идут вместо Джейн и Оуена на встречу со свадебным поваром. |            |                          |                  |                                                |                 |                     |
| 51 | 12         | «Picks & Pakes»          | Джейми Бэббит    | Джошуа Гилберт, Оскар Бэлдеррама               | 26 августа 2012 | 2.49                |
| Постоянный посетитель кондитерской "Объедашек" приглашает Стейси на обед, в ходе которого начинает заявлять авторские права на продукцию её заведения и требует половину выручки, по итогу Стейси обращается к Грейсону, который обещает ей помочь в суде, в ходе дела, чтобы доказать свою правоту, Стейси приходиться искать Никки - мошенницу, обокравшую её во время первой попытки открыть кондитерскую. Однако, в ходе суда выясняется преступное прошлое Никки и по итогу - Грейсону приходит в голову гениальная идея. Джейн участвует в телепередаче, но умудряется оконфузится в прямом эфире, сеть моментально заполняется роликом с Джейн, сама Джейн смущается подобной славе, однако Паркер в восторге от бесплатной рекламы. Джейн, по инициативе Паркера, вынуждена вести дело с известным адвокатом Лоуренсом Брентом, участвовавшим в шоу, вместе с ней. Оказывается, что Лоуренс был кумиром Джейн ещё до инцидента с переселением душ. Клиенты подают в суд на фармацевтическую компанию, из-за сомнительных таблеток, вызвавших проблемы со здоровьем. В ходе дела оказывается, что Лоуренс имеет серьёзную неврологическую болезнь из-за чего его карьера и исход дела - ставятся под угрозу, однако Джейн находит способ обернуть ситуацию в свою пользу. В конце серии Лоуренс, участвуя в той же передаче, в прямом эфире хвалит Джейн за работу и сообщает о своей отставке. |            |                          |                  |                                                |                 |                     |
| 52 | 13         | «Jane's Getting Married» | Майкл Гроссман   | Джош Берман, Джеффри Липман                    | 9 сентября 2012 | 2.76                |
| Джейн готовится к свадьбе с Оуеном. К Грейсону обращается старый друг семьи - Марк, его жена Ханна заболела раком мозга, но из-за этого выросли её интеллектуальные способности и теперь она не хочет делать операцию и избавляться от опухоли. Грейсон предлагает доказать её недееспособность в суде, однако Ханна в ответ - требует развода. У Ким новое дело связанное с известной певицей, которую, вначале обвиняют в убийстве бывшего мужа, а после в подстрекательстве к убийству, через её песню, написанную после разрыва, которая вдохновила убийцу на решительные действия. В офис Джейн приезжает Элейн, прямо во время деловой встречи и предлагает свою помощь с организацией свадьбы, занятая Джейн - просит Люка отвести маму в ближайший ресторан, за всем этим с небес наблюдает настоящая Джейн Бингам, которая возмущена поведением Деб в её теле. Пока Джейн готовится к свадьбе настоящая Джейн пытается вернуться обратно, но по официальным каналам получает отказ, тогда ей рекомендуют обратиться к Фреду. Фред проговаривается о том как Деб вернулась и Джейн повторяет трюк Деб. Тем временем на свадьбе платье Джейн застревает в под столиком, и пришедший на помощь Грейсон признаётся, что Джейн помогла ему пережить смерть Деб. Ким признаётся Паркеру, что она беременна от него. Оуену становится плохо и он теряет сознание.                                    |            |                          |                  |                                                |                 |                     |

### Сезон 5 (2013)
| № общий | № в сезоне | Название                 | Режиссёр         | Автор сценария                   | Дата премьеры   | Зрители в США (млн) |
| --- | ---------- | ------------------------ | ---------------- | -------------------------------- | --------------- | ------------------- |
| 53 | 1          | «Back from the Dead»     | Роберт Уилсон    | Джош Берман                      | 23 июня 2013    | 2.15                |
| Джейн занята розыском Оуена, после инцидента на свадьбе, он выписался из больницы и исчез. Терри обещает найти сбежавшего жениха, но просит Джейн помочь её другу семьи в провальном, на первый взгляд, деле. Ким встречается со школьной подругой, которая попала в неприятную ситуацию - бывший парень выложил её интимные фото, и теперь у девушки проблемы на работе, попытки договориться с бывшим парнем и подать иск, терпят неудачу, и Грейсон подсказывает Ким способ подать иск по-другому. Люк сообщает Джейн, что Оуен мог умереть, а в его тело могла попасть настоящая Джейн Бингам, которая жаждет поквитаться с Джейн/Деб за то что та, испортила её жизнь. Люк сообщает, что провалил своё задание и вынужден уйти. В офис Джейн приходит Оуен и сообщает об их разрыве, попутно помогая ей с текущим делом. После суда к Джейн подходит молодой парень, который оказывается новым ангелом хранителем по имени Пол, парень очень легкомысленно относится к своим обязанностям, и вместо поисков настоящей Джейн - устраивается работать фотомоделью. В конце серии к Джейн/Деб на порог заваливается стройная блондинка, которая оказывается настоящей Джейн.                                                                                                   |            |                          |                  |                                  |                 |                     |
| 54 | 2          | «The Real Jane»          | Майкл Гроссман   | Джош Берман                      | 30 июня 2013    | 2.14                |
| Грейсон ведёт дело своего одноклассника, которого уволили из-за того, что тот ходит на работу в женском образе. Работодателю не нравиться странный наряд менеджера, когда сам работник апеллирует тем, что в образе продаёт в 3 раза больше товара. Тем временем Джейн/Деб и Джейн/Бритни объединяются, чтобы спасти смертника. Парню осталось 4 дня, но Джейн/Бритни уверена что он невиновен, ещё будучи в своём теле она нашла улики подтверждающие невиновность клиента. В ходе дела девушки мирятся и Джейн/Бритни решает уехать в Париж и продолжить карьеру Бритни. Ким узнаёт, что Паркер останется в Торонто с Элизой и Эриком и никогда больше не вернётся, и чтобы отвлечь её, Грейсон рассказывает ей об инциденте на свадьбе Джейн. |            |                          |                  |                                  |                 |                     |
| 55 | 3          | «Surrogates»             | Дж. Миллер Тобин | Джеффри Липман, Дэвид Фейге      | 7 июля 2013     | 2.16                |
| Ким и Грейсон помогают в деле суррогатной матери, которой перестали выплачивать взносы за вынашивание ребёнка, в суде всё складывается не в пользу адвокатов и дело быстро прикрывают, тогда Грейсон подключает к делу Стейси, предлагая проникнуть в офис фирмы ответчика, чтобы найти больше информации о родителях ребёнка. Джейн достаётся дело девушки, которую бросили незадолго до свадьбы, в процессе выясняется, что дело ей подкинул Оуен, который теперь является одним из партнёров фирмы. Стейси идёт на курсы по ведению бизнеса, из-за проблем с кондитерской, но местные гуру, рекомендуют ей всё бросить и выбирать между нормальной жизнью и бизнесом, однако позже один из организаторов курсов приходит к ней с предложением купить её бизнес. После нескольких дней отсутствия в доме Джейн объявляется Пол и ведёт себя довольно раздражающе, что определённо не устраивает Джейн. |            |                          |                  |                                  |                 |                     |
| 56 | 4          | «Cheaters»               | Давид Гроссман   | Эми Энгельберг, Венди Энгельберг | 14 июля 2013    | 2.10                |
| Оуен предлагает Джейн совместное рассмотрение дела, чтобы наладить их отношения. Их клиентом выступает мать мальчика, результаты которого в повторном школьном тесте вызвали вопросы и привели к разбирательству со стороны аттестационной комиссии. Ким и Грейсон ведут необычное дело, истцы требуют четверть миллиона, за то что соседская собака, якобы, влезла на их территорию и изнасиловала их породистую собаку. Адвокатам фирмы предстоит защищать отвечающую сторону. Стейси ведёт себя подозрительно, и Джейн отправляет Пола следить за ней, чтобы выяснить, что она скрывает. В конце серии Пол, при содействии новой помощницы Ким - Николь, устраивается стажёром на фирме, а Грейсон признаётся Джейн в любви. |            |                          |                  |                                  |                 |                     |
| 57 | 5          | «Secret Lives»           | Майкл Гроссман   | Марти Скотт                      | 21 июля 2013    | 2.20                |
| Оуен берёт Джейн на деловую встречу в спортивный клуб, но по итогу оказывается, что он взял её только для того, чтобы она занимала жену клиента, встреча заканчивается неудачно из-за оплошности Джейн, однако ей удаётся выяснить об одной из проблем потенциального клиента, в итоге она предлагает свои услуги бейсболисту, арестованному за убийство, пытаясь таким образом продемонстрировать возможности своей адвокатской конторы. Ким помогает своей подруге, которая вынуждена выплачивать алименты бывшему мужу, всё это так сильно задевает её, что она начинает истерить, прямо в зале суда. У Николь и Грейсона завязываются романтические отношения. |            |                          |                  |                                  |                 |                     |
| 58 | 6          | «Fool for Love»          | Майкл Гроссман   | Стив Лихтман                     | 28 июля 2013    | 2.15                |
| Новое дело Оуена и Джейн касается учителя, которого ловят в аэропорту за провоз наркотиков. Выясняется, что он вёз сумку девушке модели с которой уже много месяцев переписывался в интернете, однако все попытки найти его знакомую - терпят неудачу. В новом деле Ким пытается помочь гражданской жене креативщика, создавшего видеоигру. После его смерти родители пытаются получить по наследству исключительное право на игру, чтобы продать её компании. В ходе дела адвокатом родителей оказывается Ванесса, когда Грейсон узнаёт об этом, он начинает помогать Ким с делом. Стейси не может отказаться от своей идеи стать матерью и поступает в своём привычном стиле - приглашает трёх кандидатов на вечеринку, чтобы из них выбрать лучшего. |            |                          |                  |                                  |                 |                     |
| 59 | 7          | «Missed Congeniality»    | Бетани Руни      | Джеффри Липман, Дэвид Фейге      | 4 августа 2013  | 2.15                |
| Новое дело Джейн касается фальсификаций на конкурсе красоты, который ещё не прошёл, но имена победительниц уже известны. Клиентом выступает одна из участниц, от которой в своё время была без ума Деб. В офис Ким приходит её отец вместе с толпой детей, как оказалось, он некоторое время тренировал их, однако когда об этом узнали, его перестали допускать в качестве тренера, и теперь Ким, с подачи Оуена, должна добиться разрешения, чтобы Ларри, снова стал тренером. Стейси и Джейн ругаются после того как Стейси объявляет о своём намерении предложить Оуену стать донором спермы для её ребёнка. Сам Оуен шокирован предложением и просит время на обдумывание своего решения. Весь офис занят подготовкой к вечеринке посвящённой ребёнку Ким. Отношения Грейсона и Николь продолжаются и кто-то в офисе начинает замечать их чрезмерно близкие отношения. |            |                          |                  |                                  |                 |                     |
| 60 | 8          | «50 Shades of Grayson»   | Майкл Гроссман   | Джош Берман, Марти Скотт         | 11 августа 2013 | 2.45                |
| Джейн и Стейси развлекаются на девичнике, одной из клиенток, но, в ходе вечеринки оказывается, что жених, напившись, нарушил закон и находиться под стражей, в процессе дело усложняется, когда оказывается, что парень не является гражданином США, теперь в случае проигрыша, ему могут запретить въезд в страну. У Ким и Грейсона новое дело, касающееся писательницы эротических романов, чьи книги подверглись плагиату со стороны другого автора. Стейси начинает проявлять по отношению к Оуену повышенное внимание, а у Ким начинаются роды, прямо, в зале суда. В "Харрисон и Паркер" проходит аудит, по результатам которого Оуен и Ким узнают, что Паркер продаёт компанию. Стейси убеждает Джейн признаться Грейсону в своих чувствах, но когда та видит поцелуй Грейсона и Николь - уходит, так и ничего не рассказав. |            |                          |                  |                                  |                 |                     |
| 61 | 9          | «Trust Me»               | Майкл Гроссман   | Зак Хуг                          | 6 октября 2013  | 1.44                |
| Грейсону достаётся бесплатное дело, по просьбе одного из судей. Ему приходиться защищать парня, считающего себя вампиром, которого сняли с рейса посчитав опасным для пассажиров. К Джейн обращается владельца приюта для жертв домашнего насилия, однако, после неудачи в суде, сама Джейн становиться ответчиком, а бывшая клиентка обещает засудить адвоката и "Харрисон и Паркер" на 5 миллионов долларов. Джейн обещает уладить дело, но взамен требует статус партнёра, в суде против неё дела идут не очень и Паркер официально отзывает своё право на владение фирмой как партнёр, после чего Джейн улаживает дело и признаётся Оуену, что это всё был хитрый план по спасению фирмы, а цель была заставить Паркера отказаться от своей доли и продажи фирмы. Грейсон сообщает новому партнёру о своих отношениях с Николь, и Джейн сбегает, не в силах совладать со своими чувствами, в этой непростой ситуации к ней на помощь приходит Пол, который уговаривает её не отчаиваться и продолжать жить и радоваться жизни. |            |                          |                  |                                  |                 |                     |
| 62 | 10         | «The Kiss»               | Джейми Бэббит    | Эми Энгельберг, Дэвид Фейге      | 13 октября 2013 | 1.56                |
| В новом деле Джейн иск подаёт супружеская пара, участвовавшая в семейной терапии. Психолог порекомендовал особую терапию, заключающуюся в обмене супругами, в ходе которой одна из жён получила травму в душевой, однако в ходе дела выясняется, что обменявшиеся супруги отнеслись друг к другу более благосклонно, чем к своим официальным партнёрам, и теперь их вторые половинки - подают на развод и раздел имущества. Оуен и Грейсон ведут дело клиента, который создал компанию из самого себя, позволив акционерам управлять его жизнью, всё шло хорошо до момента, пока парень не нашёл себе девушку, и когда дело начало доходить до свадьбы, акционеры высказались против. Пол берётся устраивать личную жизнь Джейн и организовывает ей свидание с незнакомцем. Стейси и Оуен идут на свидание, об этом узнаёт Джейн и у подруг происходит серьёзный скандал. |            |                          |                  |                                  |                 |                     |
| 63 | 11         | «One Shot»               | Дуайт Литтл      | Венди Энгельберг, Джеффри Липман | 20 октября 2013 | 1.77                |
| Стейси ночует у Оуена. Грейсон занимается составлением любовного контракта для своего клиента. Оуен представляет в суде популярную актрису, которую успели снять в неглиже в одном из отелей и теперь фотограф требует 100 000 долларов за исходники фотографии, иначе всё это будет выставлено напоказ в его фотогалерее. К Джейн приходит бывшая клиентка, она обнаружила на работе - брикеты с наркотиками и теперь половина наркодилеров Лос-Анджелеса открыли на неё охоту. К делу подключаются федеральные маршалы и девушку планируют поместить под программу защиты свидетелей, однако она отказывается всё бросить и просит хотя бы дать ей поговорить со своим возлюбленным, встречу организует Джейн у себя в офисе, но когда пара встречается, в конторе раздаются выстрелы. Оуен и Пол договариваются пригласить Джейн и Стейси в один салон красоты, чтобы они поговорили и наладили отношения. |            |                          |                  |                                  |                 |                     |
| 64 | 12         | «Guess Who's Coming»     | Майкл Гроссман   | Эрик Бучман                      | 27 октября 2013 | 1.80                |
| Бобби Добкинс арестовывают. В ходе очередного рейда полиции нравов её ловит полицейский, которого она соблазняла и предлагала бесплатные уроки танцев в обмен на секс, Джейн моментально реагирует и берётся за дело. Грейсона отправляют в Вайоминг, с целью защищать интересы обманутого мужа, у которого хотят, по местным законам, отсудить дом. Николь сообщает Джейн, что Грейсон её бросил и просит дать рекомендацию в офисе одного из судей, куда собирается переводиться. Стейси предлагает Оуену расстаться, из-за своих страхов, что они разругаются и в будущем у их ребёнка будут плохие отношения с отцом, но Оуен высказывается против. |            |                          |                  |                                  |                 |                     |
| 65 | 13         | «Jane's Secret Revealed» | Роберт Уилсон    | Джош Берман                      | 3 ноября 2013   | 1.78                |
| Джейн сталкивается в кафе с амишем мистером Ярди, он приехал в город из-за того что нефтедобывающая компания испортила источник пресной воды в его поселении и теперь одна из молодых девушек находится в больнице на грани смерти, при общении с адвокатами компания не признаёт своей вины, а амиши отказываются подавать иск из-за религиозных убеждений, тогда Джейн берёт всё в свои руки и выступает в популярной телепрограмме, рассказывая историю пострадавший девушки и призывая нефтяников к ответу, в итоге её выступление приводит к неожиданным результатам. Грейсон ведёт дело работницы секс-услуг, так называемой "Госпожи Робин", которая пытается взыскать деньги с одного из клиентов, дело быстро закрывают в пользу девушки, но это приводит к новым проблемам. Матери Джейн становиться плохо и она попадает в больницу. Не смотря на то, что сама Элейн утверждает, что с ней всё в порядке, Пол рассказывает Джейн, что её матери остаётся недолго и приехала она для консультации с онкологом. В конце серии Элейн умирает, к расстроенной Джейн приходит Грейсон и они целуются, в этот момент приходит Бритни и упрекает Джейн, что она не сообщила ей о смерти матери, после чего предлагает Грейсону спросить, кем же является, самозванка, Джейн. |            |                          |                  |                                  |                 |                     |

### Сезон 6 (2014)
| № общий | № в сезоне | Название               | Режиссёр         | Автор сценария                   | Дата премьеры  | Зрители в США (млн) |
| --- | ---------- | ---------------------- | ---------------- | -------------------------------- | -------------- | ------------------- |
| 66 | 1          | «Truth & Consequences» | Роберт Уилсон    | Джош Берман                      | 23 марта 2014  | 1.11                |
| Джейн занимается бесплатным делом, к ней приходит женщина, работающая поваром в школе, из-за изменения политики школы, часть учеников перестали получать обеды, из-за чего повар психологически страдает из-за невозможности кормить всех нуждающихся в еде детей, однако, в процессе выясняется, что личность поварихи принадлежит давно умершему человеку. К Оуену приходит брат - Чарли, парень написал нелестный отзыв на стрип-клуб, обвинив одну из стриптизёрш в воровстве, теперь владельцы подают в суд, обвиняя его в клевете. Грейсон берёт отпуск и убегает из офиса на глазах у Джейн, напуганная Джейн просит Терри найти Грейсона для откровенного разговора. Чарли пользуясь иском получает доступ к материалам с камер стрип-клуба и сливает компромат на губернатора в сеть, после чего Оуен и Чарли попадают в полицию. Грейсон сам приходит к Джейн и задаёт ей самый важный вопрос. |            |                        |                  |                                  |                |                     |
| 67 | 2          | «Soulmates?»           | Майкл Гроссман   | Эми Энгельберг, Дэвид Фейге      | 23 марта 2014  | 1.16                |
| Грейсон пытается справиться с признанием Джейн и с головой уходит в работу, посвящая себя новому делу. В помощь Грейсону Оуен назначает нового адвоката - Белинду, вместе они ведут дело девушки пострадавшей на круизном лайнере. Джейн, тоже, находиться не в лучшей форме, но общими усилиями Пола и Стейси всё-таки идёт на работу и берётся за дело. Она вынуждена представлять в суде брата клиента, который давно сидит в тюрьме, за поджог магазина, однако, по альтернативной версии, он ничего не поджигал, и был уволен за неделю до пожара, только потому, что сломал руку на работе, а работодатель предпочёл не платить страховку, позже оказывается, что приговор выносил Оуен и Джейн возбуждает дело оспаривающее его решение из-за чего им придётся встретиться в суде. Стейси и Пол начинают заниматься сводничеством и пытаются подобрать для Оуена подходящую девушку, в итоге их выбор падает на Белинду. |            |                        |                  |                                  |                |                     |
| 68 | 3          | «First Date»           | Роберт Уилсон    | Джеффри Липман, Венди Энгельберг | 30 марта 2014  | 1.25                |
| Белинда и Джейн ведут дело скандального рок-музыканта. Он является давним клиентом Белинды, но Джейн, при первой встрече, показывает своё превосходство, выставляя Белинду в худшем свете. Грейсон ведёт коллективный иск от жителей малоимущего района, который планирует снести местный бизнесмен, дело, внезапно, спасает уличный рисунок на стене одного из домов, принадлежащий анонимному художнику известному в интернете как Ласки и работы которого оцениваются в миллионы долларов. Стейси организовывает свидание для Грейсона и Джейн, но оно срывается из-за выходки Ласки, который разрисовывает зал суда, из-за чего судья приговаривает Грейсона к суткам тюремного заключения, считая, что он действовал заодно с художником. Джейн убеждает Ким вернуться из декрета раньше, чтобы больше не работать с Белиндой. |            |                        |                  |                                  |                |                     |
| 69 | 4          | «Life & Death»         | Майкл Гроссман   | Джош Берман, Марти Скотт         | 6 апреля 2014  | 1.39                |
| Грейсон подключает Джейн к делу школьного друга - Сета, его жена - Рейчел, умерла от продолжительной болезни, и муж хочет похоронить её на их заднем дворе, по просьбе самой Рейчел, но родители девушки против и настаивают на похоронах в семейном склепе, дело доходит до суда. Джейн пытается убедить Грейсона чтобы Сет отказался от дела, оперируя тем, что тело это лишь физическая оболочка, в ответ он рассказывает ей, как целый год не мог отпустить Деб после её смерти. Ким, в кофейне случайно пересекается с мальчиком-сиротой живущем в детском доме, внезапно он просит Ким усыновить его, по итогу Ким обещает помочь и приводит его в офис Оуена, хоть и не понимает чем, конкретно, могут помочь адвокаты. В процессе выясняется, что мальчик более не стоит на учёте, потому как указан неверный возраст из-за чего он уже не подлежит встречам с усыновителями, на этой почве адвокаты пытаются возбудить дело. Пол покупает дорогую машину за 100 долларов, но, позже, оказывается, что машину продала жена в отместку мужу, который заявляется в фирму и начинает требовать машину назад. Ситуацию разрешает Терри, очень необычным способом. |            |                        |                  |                                  |                |                     |
| 70 | 5          | «Cheers & Jeers»       | Роберт Уилсон    | Джеффри Липман, Дэвид Фейге      | 13 апреля 2014 | 1.08                |
| Новое дело Джейн касается чирлидерши Челси, девушка подвергается жёстким издевательствам со стороны капитана команды Элли. Челси больше заинтересована, чтобы другие девушки никогда больше не подвергались травле со стороны других участниц, и Джейн обещает помочь. Вместе с Челси в деле участвует репортёр популярной газеты - Розмари, которая своими действиями ставит под угрозу ход дела. Оуен и Грейсон ведут дело пострадавшей семьи, из-за опасных соседей, их дети подвергались риску на близлежащей дороге, в результате семья собственноручно поставила ограничитель скорости, спустя время ограничитель убрали и прислали счёт за демонтаж в 75 000 долларов, теперь адвокатам необходимо оспорить штраф, чтобы клиенты не лишились имущества при погашении долга. Пол покупает дорогие подарки для Стейси и Джейн, но в итоге получает счёт по кредитке на 6000 долларов, который не в состоянии оплатить, помочь ему берётся Терри, но, в итоге, сама попадает в неприятную ситуацию. Джейн готовиться к свиданию с Грейсоном. |            |                        |                  |                                  |                |                     |
| 71 | 6          | «Desperate Housewife»  | Майкл Гроссман   | Эми Энгельберг, Венди Энгельберг | 27 апреля 2014 | 1.32                |
| Джейн и Грейсона, внезапно, ничего не объясняя, забирают из офиса сотрудники министерства юстиции, привозят в строго охраняемую тюрьму, где знакомят с клиентом - миссис Сьюзан Питерсон. Женщина сама не в курсе из-за чего сюда попала, и считает это всё ошибкой, утверждая, что она законопослушный гражданин, адвокаты обещают разобраться и узнать у судьи причину задержания. К Ким обращаются приёмные дети, их опекуны, после участия в телешоу, по ремонту жилья - выставили их на улицу и теперь дети хотят подать в суд, чтобы привлечь корыстную парочку к ответственности. Стейси узнаёт, что у неё будут двойняшки, а Оуен тяжело переживает решение Стейси остаться друзьями. За Ким начинает ухаживать временный секретарь Дейв, а Джейн переживает из-за постоянных мелких ссор с Грейсоном. |            |                        |                  |                                  |                |                     |
| 72 | 7          | «Sister Act»           | Роберт Уилсон    | Джош Берман, Марти Скотт         | 4 мая 2014     | 1.51                |
| Джейн выступает адвокатом в деле девочки-подростка Лоры. Лоре предстояла операция по пересадке костного мозга, без которой она может умереть, но донор, которым выступила монашка - сестра Салли в последний момент отказалась от операции. Дело осложняется, когда в суде выясняется, что представительница церкви - беременна. Позже Джейн находит родственников по линии отца Лоры - анонимного донора спермы, сводная сестра Лоры готова помочь девочке, но против такого решения выступает её мать. Оуен помогает мэру Элли Чаппен избежать импичмента. Несколько дней назад мэр сдаёт в аренду здание ратуши детям, школа которых - сгорела. За аренду они платят символический 1$ в месяц, однако управляющему совету города это не нравится и Оуен вынужден искать союзников на предстоящем слушанье, где мэра могут лишить должности, но в процессе оказывается, что большинство членов совета имеют корыстные цели и требуют в ответ поддержку выгодных для себя проектов, да и сама Элли ведёт себя неадекватно. Ким сообщает о своём намерении уволить Терри за её проступок, но Джейн не согласна, в итоге она находит компромисс, который устраивает всех. Джейн и Грейсон проводят ночь вместе, но, после - Грейсон исчезает. Оуен набирается смелости и заявляет Стейси, что сделает всё, чтобы сохранить их семью, если они будут вместе.                                                                                 |            |                        |                  |                                  |                |                     |
| 73 | 8          | «Identity Crisis»      | Роберт Уилсон    | Дэвид Фейге, Эми Энгельберг      | 11 мая 2014    | 1.19                |
| Грейсону с подачи Оуена достаётся уголовное дело, молодого парня обвиняют в убийстве, существует, даже, записанное на видео признание, но в процессе выясняется, что признание записано под давлением полицейских. Наедине с адвокатом клиент своей вины не признаёт, и Грейсон вынужден искать зацепки и требовать исключения признания из хода дела. В процессе выясняется, что клиент и правда виновен, но улики полученные против него, собраны незаконно, из-за чего Грейсон вынужден встать перед моральной дилеммой, отпустить преступника на свободу или отказаться от дела. Джейн сообщает Полу, что хочет рассказать Грейсону про то, кем Пол является на самом деле и хоть ангел против, Джейн ставит его перед фактом не приемля возражений. Стейси подбирает имена для детей. Джейн ведёт дело семьи в которой трансгендерная девочка пытается добиться права посещать мужской туалет в школе. Оуен делает Стейси предложение. |            |                        |                  |                                  |                |                     |
| 74 | 9          | «Hope and Glory»       | Бетани Руни      | Джеффри Липман, Венди Энгельберг | 18 мая 2014    | 1.29                |
| Грейсон приходит в себя в больнице, после стрельбы у здания суда, рядом находиться Джейн, несколько часов спустя Джейн предлагают выйти на работу и взять дело семьи, обвиняющей фабрику по производству соусов в токсичном заражении окрестностей, из-за чего их дочь попала в больницу, Грейсон просит её взять это дело, чтобы она меньше за него переживала, в итоге Джейн добивается закрытия фабрики но сама получает повестку в суд, по обвинениям в сговоре с конкурентами фабрики, которых представляет "Харрисон и Паркер". Ким узнаёт, что её отец - арестован, а по прибытии в полицию, обнаруживает с ним молодую девушку, которая, как выясняется - является его женой. Ким быстро закрывает дело, добиваясь условного срока на полгода, однако по возвращении в офис Ким встречает свою мать, и та утверждает, что Ларри подарил её обручальное кольцо, своей новой жене, а поскольку кольцо при разводе отсудили ей, она требует устроить переговоры и потребовать его назад, позже, в офисе разгорается настоящая семейная драма, и Ким приглашает в помощь Оуена. Грейсон рассказывает Стейси, что хочет сделать Джейн предложение и просит её привести кольцо для Джейн в больницу, но позже сама Джейн случайно находит кольцо. В конце дня Джейн приезжает забрать Грейсона из больницы, но ему резко становится плохо и он умирает у неё на глазах.                                                                  |            |                        |                  |                                  |                |                     |
| 75 | 10         | «No Return»            | Майкл Гроссман   | Джош Берман, Марти Скотт         | 1 июня 2014    | 1.69                |
| Джейн тяжело переживает смерть любимого, пока не объявляется клиентка Грейсона, девушка на которую подали в суд, за клевету. Пьяный водитель смог избежать ответа, после того как насмерть сбил брата девушки, и подал иск, когда она попыталась добиться его осуждения в обществе. Джейн пытается помочь, но в итоге приводит свою клиентку на скамью подсудимых и дело берёт Оуен. Ким получает дело чревовещателя, чьи баллы на полёты обнулила авиакомпания. Грейсон на небесах не может смириться со своей смертью, пока не встречается с Фредом. Ангел утверждает, что не может ничем помочь, потому как у них изъяли все клавиатуры с нужной кнопкой, но спустя некоторое время Фред находит старую клавиатуру, и терзаемый муками совести, что плохо приглядывал за Джейн, разрешает Грейсону воспользоваться клавишей возврата. По итогу к Джейн поступает звонок из исправительной колонии, где один из заключённых утверждает, что он Грейсон. |            |                        |                  |                                  |                |                     |
| 76 | 11         | «Afterlife»            | Дуайт Литтл      | Марти Скотт, Тайлер Динуччи      | 8 июня 2014    | 1.50                |
| Джейн добивается встречи с Йеном Холтом, заключённым, в тело которого попал Грейсон. Как оказалось он был осуждён и приговорён к смерти, сам Йен умер во время смертной казни, но 2 минуты спустя в его тело вернулся Грейсон, и теперь ему грозит повторная смертная казнь, но дело подхватывает Джейн. История Йена очень громкая и освещается в СМИ, что становится хорошей рекламой для фирмы и в помощь к Джейн напрашивается Оуен. Ким, тем временем, занята разбирательством между поп-дивой Императрицей Катей и режиссёром театральной постановки из малоимущего района. Спор касается авторского права на танец, который один в один станцевали как сама певица, так и актёры театра. Стейси пытается обсудить с Оуеном их предстоящую свадьбу, но при каждой попытке это сделать у него начинается паническая атака. |            |                        |                  |                                  |                |                     |
| 77 | 12         | «Hero»                 | Дж. Миллер Тобин | Эрик Бучман                      | 15 июня 2014   | 1.50                |
| Задержавшись на парковке поздним вечером на Ким нападает грабитель, однако его попытку быстро пресекает парень в трико и маске, позже оказывается, что это судебный пристав, а свой образ он использует для анонимной помощи людям. К несчастью, грабитель подал в суд, за грубое задержание героем и теперь перед Ким стоит задача защитить пристава в суде. Джейн ведёт дело скорбящей матери, чей сын умер на тренировке в спортивном лагере, в процессе выясняется. что парень принимал спортивную пищевую добавку с опасными ингредиентами, не указанными в составе, но из-за юридических нюансов суд не принимает улику. Оуен становится свидетелем поцелуя Джейн и Йена и он пытается вразумить Джейн ссылаясь, что она, просто грустит из-за смерти Грейсона из-за чего ведёт себя неадекватно, но Джейн грубо просит его не лезть в её личную жизнь. Ким, которая, тоже не доверяет Йену предлагает ему отступные в виде 10 000 долларов, но тот отказывается. Пол рассказывает Йену, что он ангел-хранитель, и что теперь он, так же, присматривает и за ним, в ответ Йен просит избавить его и Джейн от навязчивого внимания Оуена и Ким, но по итогу ангел делает только хуже. В конце дня Ким и Оуен пытаются снова вразумить Джейн, но в ответ она шокирует их заявлением о своём увольнении из фирмы. |            |                        |                  |                                  |                |                     |
| 78 | 13         | «It Had To Be You»     | Роберт Уилсон    | Джош Берман                      | 22 июня 2014   | 1.66                |
| Джейн и Йен работают из дома по делу эко-активистов, которых обвиняет в порче имущества владелец китобойного судна, из-за увольнения Джейн, Оуена нанимает истец, и теперь адвокаты встретятся в суде по разные стороны баррикад. Конфликт Оуена и Джейн продолжает разгораться, не смотря на все просьбы Стейси помириться перед свадьбой, где Джейн должна выступать подружкой невесты, в итоге Джейн решает отказаться от похода на свадьбу. В попытках помирить своих друзей Пол и Стейси устраивают вечеринку на которую приглашены Оуен и Джейн, но всё идёт не по плану, после проигрыша Оуена в суде. Ким отстаивает в суде позицию Дейва, его уволили за то, что он вступил в организацию по изучению Снежного Человека, а позже - активно обсуждал это в твиттере, из-за чего работодатель поставил под сомнение адекватность своего работника. Терри приходит к Джейн, навестить подругу, но при виде Йена теряет над собой контроль и в ярости уходит, позже Джейн пытается выяснить причину её ненависти, но её бывшая помощница отказывается рассказывать подробности, тем же днём - Йен сам встречается с Терри, чтобы уладить их разногласия. За несколько часов до свадьбы у Стейси начинаются роды и её отвозят в больницу. Терри сообщает Джейн, что собирается продолжить карьеру музыканта, а Ким возобновляет свои отношения с Дейвом. Оуен, по итогу, примиряется с выбором Джейн и принимает её отношения с Йеном. |            |                        |                  |                                  |                |                     |